# Děčín východ
Děčín východ – stacja kolejowa w Děčínie, w kraju usteckim, w Czechach. Jest ważnym węzłem kolejowym o znaczeniu krajowym. Znajduje się na wysokości 140 m n.p.m.
Jest zarządzana przez Správę železnic. Na stacji znajdują się kasy biletowe, na których istnieje możliwość zakupu biletów na wszystkie pociągi w tym międzynarodowe oraz rezerwacji miejsc.

## Linie kolejowe
- 073 Ústí nad Labem-Střekov – Děčín
- 081 Děčín – Rumburk